# Strada statale 17 (Polonia)
La strada statale 17 (sigla DK 17, in polacco droga krajowa 17) è una strada statale polacca che attraversa il Paese da Varsavia a Hrebenne. Fa parte della strada europea E372.